# Chironax melanocephalus
Il pipistrello della frutta dalla testa nera (Chironax melanocephalus Temminck, 1825) è un pipistrello appartenente alla famiglia degli Pteropodidi, unica specie del genere Chironax Andersen, 1912, endemico della Thailandia, della Penisola Malese, e dell'Indonesia.

## Etimologia
Il termine Chironax deriva dal greco χειρωναξ, letteralmente "colui che è padrone delle proprie mani". Il termine specifico deriva dalla combinazione delle due parole greche μέλανος -, nera, e -κεφαλή, testa, con chiara allusione al colore scuro del capo.

## Descrizione

### Dimensioni
Pipistrello di piccole dimensioni, con la lunghezza della testa e del corpo tra 60 e 78 mm, la lunghezza dell'avambraccio tra 41,3 e 47,5 mm, la lunghezza del piede tra 9,2 e 10 mm, la lunghezza delle orecchie tra 9 e 13 mm e un peso fino a 20 g.

### Caratteristiche craniche e dentarie
Il cranio presenta un rostro molto corto, una scatola cranica rotonda, le ossa pre-mascellari saldate alle ossa nasali e la mancanza dei fori post-orbitali. Gli incisivi sono tutti delle stesse dimensioni.
Sono caratterizzati dalla seguente formula dentaria:

### Aspetto
La pelliccia è corta, densa e soffice. Le parti dorsali variano dal grigio scuro al marrone scuro, la testa è nerastra, mentre le parti ventrali sono grigio-brunastre chiare, con il mento giallastro. Nei maschi sono presenti dei ciuffi di peli giallo-arancioni sulle spalle. Il muso è corto, le narici sono leggermente tubulari e divergenti e gli occhi sono grandi. Le orecchie sono marroni, piccole, arrotondate e prive di peli. Le membrane alari sono prive di macchie e attaccate posteriormente alla base del secondo dito del piede. È privo di coda, mentre l'uropatagio è ridotto ad una sottile membrana lungo la parte interna degli arti inferiori. La tibia è ricoperta di peli. Il calcar è corto. C.m. tumulus è la sottospecie più piccola.

## Biologia

### Comportamento
Si rifugia in piccoli gruppi di 2-8 individui tra le fronde degli alberi o in grotte poco profonde.

### Alimentazione
Si nutre di specie native di Ficus.

### Riproduzione
Femmine gravide sono state osservate tra gennaio ed aprile nella Penisola malese e tra marzo e aprile sull'isola di Sulawesi. Danno alla luce un piccolo alla volta.

## Distribuzione e habitat
Questa specie è endemica della Thailandia, della Penisola Malese, e dell'Indonesia.
Vive nelle foreste di pianura, collinari e montane a circa 600 metri di altitudine.

## Tassonomia
Sono state riconosciute tre sottospecie.
- C.m. melanocephalus: Thailandia meridionale, province di Ranong, Surat Thani, Nakhon Si Thammarat, Yala; Penisola Malese, Sumatra, Giava occidentale. Probabilmente anche l'isola di Nias;
- C.m.dyasae (Maharadatunkamsi, 2012): Borneo;
- C.m. tumulus (Bergmans & Rozendaal, 1988): Sulawesi.

## Conservazione
La IUCN Red List, considerata il vasto Areale, la popolazione numerosa, classifica C. melanocephalus come specie a rischio minimo (Least Concern)).